# Heimat (musikalbum)
Heimat (sv. "hem, hembygd"), är det tyska melodisk death metal-bandet Heaven Shall Burns tionde studioalbum, utgivet i juni 2025 på Century Media Records. Albumet gavs även ut i en mediabookversion med en bonus-DVD innehållande en livekonsert från Summer Breeze, samt EP:n Keinen Schritt zurück med coverlåtar.
Albumet gästas av Jesse Leach från Killswitch Engage som sjunger på spåret "Numbered Days", en cover på låten med samma namn från hans huvudband.
Fyra singlar släpptes: "My Revocation of Compliance", "Confounder", "Empowerment" och "Numbered Days". Musikvideor spelades in till de tre första, samt till "War Is the Father of All".

## Låtlista
1. "Ad Arma" (instrumental) – 1:54
2. "War Is the Father of All" – 6:42
3. "My Revocation of Compliance" – 3:32
4. "Confounder" – 4:19
5. "Empowerment" – 4:45
6. "A Whisper from Above" – 4:27
7. "Imminence" (instrumental) – 1:04
8. "Those Left Behind" – 3:24
9. "Ten Days in May" – 4:36
10. "Numbered Days" (Killswitch Engage-cover) (med Jesse Leach) – 3:38
11. "Dora" – 4:10
12. "A Silent Guard" – 5:01
13. "Inter Arma" (instrumental) – 3:24

## Medverkande
Musiker
- Marcus Bischoff – sång
- Maik Weichert – gitarr
- Alexander Dietz – gitarr
- Eric Bischoff – basgitarr
- Christian Bass – trummor

Bidragande musiker
- Jesse Leach – sång

Produktion
- Heaven Shall Burn – producent
- Tue Madsen – mixning, mastering
- Eliran Kantor – omslagskonst